# Componentes de una locomotora de vapor
Este artículo contiene un glosario de los componentes que se encuentran habitualmente en una locomotora de vapor: 
Guía de los componentes habituales en las locomotoras de vapor. La imagen es de una locomotora ideal, y no todos los componentes están presentes en todas las locomotoras; ni todos los componentes posibles están presentes y/o etiquetados en la ilustración anterior. 
 1 Ténder - Depósito incorporado a la locomotora (o en ocasiones enganchado a ella, dispuesto en su propio vagón), en el que se almacena el agua para la caldera y el combustible (madera, carbón o petróleo) con el que se alimenta el fogón.
 2 Cabina - Compartimento donde el maquinista y el fogonero controlan el motor y se alimenta el fogón.
 3 Silbato - Localizado encima de la caldera, utilizado para señalar y avisar.
 4 Barra de inversión - Barra que enlaza la palanca de invertir la marcha situada en cabina (también denominada en inglés barra johnson) con el sistema de válvulas.
 5 Válvula de seguridad - Válvula de escape para evitar que la presión de la caldera supere el límite operativo.
 6 Generador - Generador eléctrico accionado por una pequeña turbina de vapor, para alimentar la iluminación de la locomotora y sus luces de alumbrado y posición.
 7 Arenero - Contiene la arena que se vierte sobre los raíles delante de las ruedas tractoras para mejorar la tracción (sobre todo en el arranque), especialmente en mojado, con hielo o con pendientes muy fuertes.
 8 Acelerador/Regulador - Fija la apertura del regulador/válvula de admisión (#31), que controla la presión del vapor que se introduce en los cilindros.
 9 Acumulador de vapor - Recoge el vapor en la parte superior de la caldera, de modo que se pueda alimentar el motor mediante el tubo de vapor principal, o tubo seco, y el regulador/válvula de admisión.
 10 Compresor de aire - Comprime el aire necesario para accionar el sistema de frenado de aire comprimido del tren. A veces se lo denomina bomba Westinghouse o bomba Knorr, en referencia a los inventores George Westinghouse y Georg Knorr. Se usaban compresores de una etapa o de dos etapas (compuestos en cruz), impulsados por el vapor de la caldera.
 11 Caja de humos - Recoge los gases calientes que han pasado por el fogón y a través de los tubos de la caldera. Puede incluir un filtro de ceniza (una rejilla metálica muy fina) para impedir la salida de partículas incandescentes por la chimenea. Normalmente dispone de un soplador para avivar el fuego cuando el regulador está cerrado. El vapor que se agota en los cilindros también es dirigido hacia la chimenea, impulsando aire fresco al fogón cuando se abre el regulador.
Soplador, un tubo circular bajo la tobera acampanada del tubo petticoat, con agujeros para soplar el vapor hacia arriba. Proporciona el tiro adicional para mantener la combustión adecuada con la locomotora estacionada, y el tiro de vapor no es eficaz. También impide que el humo y las llamas se introduzcan en la cabina.
Tubo petticoat Llamado así en inglés por su extremo acampanado en forma de enagua, es un conducto que conecta la caja de humos y el escape. Su función es equilibrar el flujo a través de los tubos de caldera.
 12 Tubo de vapor - Lleva el vapor a los cilindros.
 13 Puerta de la caja de humos - Puerta circular con bisagra para proporcionar acceso de servicio a la caja de humos, con el fin de tapar filtraciones de aire o retirar cenizas y escoria.
 14 Pasamanos - Agarradera para que la tripulación se sujete cuando se desplaza por la plataforma.
 15 Bogíe/Eje trasero - Ruedas en la parte posterior de la locomotora que soportan la mayor parte del peso del fogón y de la cabina.
 16 Pasarela - Plataforma dispuesta a lo largo de la locomotora para facilitar su inspección y mantenimiento.
 17 Bastidor - Soporta la caldera, la cabina y el motor, y permite ubicar las ruedas tractoras y las auxiliares traseras y delanteras. Los ejes se sujetan en las ranuras dispuestas al efecto en el bastidor. Las locomotoras americanas normalmente estaban diseñadas con bastidores de barras (fabricados con barras de acero) o de acero fundido (véase Locomotora Bury de bastidor de barras), mientras que las locomotoras británicas normalmente tienen bastidores de placa (construidos con planchas de acero).
 18 Zapata y bloque de freno - Sistema de fricción sobre la banda de rodadura de las ruedas para frenar.
 19 Distribuidor de arena - Permite depositar la arena directamente delante de las ruedas de tracción.
 20 Barras de acoplamiento - Conectan las ruedas tractoras para que trabajen simultáneamente.
 21 Sistema de válvulas - Conjunto de varillas y conexiones que sincronizan las válvulas con los pistones y controlan la dirección de la marcha y la potencia de la locomotora.
 22 Biela/manivela - Conjunto de barras articuladas de acero que convierten el movimiento horizontal de vaivén del pistón en un movimiento rotativo de las ruedas tractoras. La conexión entre el pistón y la biela principal es una articulación en cruz que desliza en una barra horizontal situada detrás del cilindro.
 23 Vástago del pistón - Conecta el pistón con la cruz de la biela.
 24 Pistón - Impulsado atrás y adelante dentro del cilindro por la presión de vapor, permite su expansión.
 25 Válvula - Controla el suministro de vapor a los cilindros, su posición con respecto al pistón es determinada por una serie de engranajes regulables por el maquinista, ligados a una rueda de tracción. Las locomotoras de vapor pueden tener válvulas de deslizamiento, válvulas de pistón o válvulas de asiento.
 26 Caja de válvulas - Compartimento adyacente al cilindro, que contiene los puntos de paso y el sistema de apertura para distribuir el vapor a los cilindros.
 27 Fogón - Horno de recámara construido en el interior de la caldera, rodeado por agua. Puede utilizar diversos combustibles, pero los más comunes eran carbón, coque, madera y los derivados del petróleo.
 28 Tubos de la caldera - Llevan los gases calientes del fogón a través de la caldera, calentando el agua circundante.
 29 Caldera - Contenedor casi lleno de agua con espacio de aire encima. El agua es caldeada por los gases calientes que pasan a través de los tubos, produciendo vapor en el espacio por encima del agua.
 30 Tubos del sobrecalentador - Hace que los tubos de vapor pasen a través de la caldera para secar y sobrecalentar el vapor, para lograr una mayor eficacia.
 31 Regulador/Válvula de admisión - Controlan la cantidad de vapor entregado a los cilindros (véase el punto 8), una de las dos maneras de regular la potencia del motor.
 32 Sobrecalentador - Realimenta el vapor a través de los tubos de la caldera para sobrecalentarlo (permitiendo que la temperatura del agua a presión en la caldera ascienda por encima de la de ebullición) para aumentar la eficacia del motor y su potencia.
 33 Chimenea - Chimenea corta situada encima de la caja de humos para evacuar el humo fuera del motor, de modo que no interrumpa la visión frontal del maquinista. Normalmente extendida hacia abajo dentro de la caja de humos, su extremo inferior se denomina petticoat. Algunos ferrocarriles, por ejemplo, el Great Western, la cubrían con una campana de cobre decorativa.
 34 Farol frontal - Luz situada por delante de la caja de humos para iluminar la vía y advertir de la aproximación de la locomotora a otros ocupantes de la vía.
 35 Manguera de freno - Conducción de aire o vacío para transmitir la presión necesaria para accionar el sistema de frenado. Véase freno neumático y freno de vacío.
 36 Depósito de agua - Contenedor del agua utilizada por la caldera para producir vapor.
 37 Carbonera - Lugar de acopio del combustible utilizado para alimentar el fogón (madera, coque/carbón o derivados del petróleo). La alimentación la realizaba manualmente un fogonero, aunque en algunos casos llegó a disponerse de alimentadores mecánicos.
 38 Parrilla - Sujeta el combustible en llamas y deja caer la ceniza.
 39 Cenicero - Recoge la ceniza del fuego.
 40 Caja del buje - Alojamiento de un cojinete de deslizamiento en el extremo del eje de una rueda tractora, que lo aísla de la suciedad y facilita su engrase.
 41 Barras de equilibrio de la suspensión - Conectadas con las ballestas, pivotan sobre su centro donde están conectadas con el bastidor. Su función es distribuir el peso entre ejes adyacentes en las vías con malas condiciones de apoyo.
 42 Ballestas - Resortes principales de la suspensión de la locomotora, fijadas por sus extremos al bastidor. Cada rueda tractora se apoya sobre una ballesta a través de su caja del buje.
 43 Rueda tractora - Movida por los pistones a través del sistema de bielas y manivelas, impulsa la locomotora. Están equilibradas con contrapesos para reducir oscilaciones indeseables en la locomotora. En este ejemplo, la máquina posee tres parejas (dos por eje) de ruedas tractoras.
 44 Pedestal - Taco que conecta una ballesta a la caja de bujes de una rueda de tracción.
 45 Tiro del escape de vapor - Dirige el tiro del vapor agotado hacia la chimenea, creando un tiro de aire a través del fogón y a lo largo de los tubos de la caldera, acelerando la combustión.
 46 Eje/bogíe anterior - Ruedas delanteras donde se apoya el peso de la parte frontal de la caldera y de la caja de humos, para repartir las fuerzas laterales entre las ruedas y el carril en las curvas.
 47 Enganche - Dispositivos dispuestos delante y detrás de la locomotora para acoplar otras unidades de material móvil.
Válvula de aspiración (no mostrada) - Dispositivo que dejar pasar el aire para evitar que se forme el vacío en el sobrecalentador y en los cilindros cuando el regulador está cerrado.

## Lecturas relacionadas
- John Daniel (2008). «Steam locomotive introduction (The Great Western archive)». Consultado el 14 de mayo de 2008.
- Michael Quin Heavener (2008). «Glossary of Steam Locomotive Terms». Archivado desde el original el 1 de agosto de 2013. Consultado el 14 de mayo de 2008.
- Semmens, P.W.B.; Goldfinch, A.J. (2000). How Steam Locomotives Really Work. Oxford, New York: Oxford University Press. ISBN 978-0-19-860782-3.